# Тадија Качар
Тадија Качар (Перућица, код Језера, 5. јануар 1956) је некадашњи југословенски боксер, који се сврстава у ред најуспешнијих југословенских и српских боксера.

## Биографија
Једини је боксер у бившој Југославији који је освојио златне и сребрне медаље на свим такмичењима која су се одржавала на свету у то време.
По струци је магистар спорта и физичке културе.
Живи у Новом Саду од 1972. Његов брат је Слободан Качар, такође врхунски боксер.
Супруга Радмила 1960, синови Ненад 1982. и Никола 1988.

## Најзначајнији резултати
- Олимпијске игре, Монтреал 1976. 2. место, сребрна медаља,[3]
- Светско првенство, Београд 1978. 2. место, сребрна медаља,
- Европско првенство, Келн 1979. 2. место, сребрна медаља,
- Европско првенство, Кијев 1974, 2. место, сребрна медаља Ј.,
- Медитеранске игре, Сплит 1979. 1. место, златна медаља,
- Балкански шампионати, Бурса 1977., Пула 1981. 1. место, златна медаља.